# HMS Eclipse (H08)
HMS Eclipse (H08) là một tàu khu trục lớp E được Hải quân Hoàng gia Anh Quốc chế tạo vào đầu những năm 1930. Trong Chiến tranh Thế giới thứ hai, nó đã phục vụ trên các mặt trận Đại Tây Dương, Bắc Cực và Địa Trung Hải cho đến khi bị chìm do trúng mìn tại biển Aegean vào ngày 24 tháng 10 năm 1943.

## Thiết kế và chế tạo
Eclipse được đặt hàng vào ngày 1 tháng 11 năm 1932 trong Chương trình Chế tạo Hải quân 1931. Nó được đặt lườn vào ngày 22 tháng 3 năm 1933 tại xưởng tàu của hãng William Denny and Brothers ở Dumbarton; được hạ thủy vào ngày 12 tháng 4 năm 1934 và hoàn tất vào ngày 29 tháng 11 cùng năm với chi phí 246.664 Bảng Anh.

## Lịch sử hoạt động
Từ ngày 12 tháng 4 năm 1941 Eclipse được tái trang bị tại Xưởng tàu Devonport. Nó lên đường vào đầu tháng 6 để gia nhập trở lại Chi hạm đội Khu trục 3. Vào ngày 25 tháng 6, nó được bố trí hộ tống các con tàu thuộc Hải đội Rải mìn một trong nhiệm vụ rải mìn ở Bắc Hải thay thế cho tàu khu trục Brighton, vốn bị hư hại do va chạm với tàu tuần dương Kenya. Đến cuối tháng 7, nó nằm trong thành phần khu trục hộ tống cho Lực lượng P, bao gồm các tàu sân bay Furious và Victorious cùng các tàu tuần dương Devonshire và Suffolk, trong cuộc bắn phá Kirkenes và Petsamo (Chiến dịch EF).
Vào giữa tháng 8, Eclipse cùng năm tàu khu trục khác được bố trí như lực lượng tháp tùng các tàu tuần dương Aurora và Nigeria, khi chúng hộ tống chiếc tàu chở quân Empress of Canada và tàu chở dầu phụ thuộc RFA Oligarch đến Spitsbergen trong Chiến dịch Gauntlet. Binh lính Canada đã đổ bộ để phá hủy các thiết bị khai thác mỏ cùng hai trạm vô tuyến, trong khi thường dân Nga và Na Uy được di tản.
Eclipse tiếp tục làm nhiệm vụ hộ tống từ tháng 6 đến tháng 8, được điều sang Chi hạm đội Khu trục 8 vào tháng 7. Đến tháng 9, nó được bố trí cùng các tàu khu trục Amazon, Bulldog, Echo và Venomous như lực lượng hộ tống cho các tàu tuần dương Cumberland và Sheffield trong Chiến dịch Gearbox nhằm thiết lập một căn cứ tiếp nhiên liệu tại eo biển Lowe, Spitsbergen, và tiếp liệu cho lực lượng trú đóng tại đây. Sau đó nó được tái trang bị tại một xưởng tàu trên sông Humber trước khi gia nhập trở lại chi hạm đội tại Scapa Flow vào ngày 20 tháng 11.
Vào ngày 24 tháng 10 năm 1943, Eclipse trúng phải một quả thủy lôi về phía Đông Kalymnos thuộc biển Aegean, ở tọa độ 37°01′B 27°11′Đ / 37,017°B 27,183°Đ. Nó bị vỡ làm đôi và chìm chỉ trong vòng năm phút, làm thiệt mạng 119 người trong số thành viên thủy thủ đoàn và 134 binh lính nó chuyên chở.